# Varietet (botanik)
Varietet är en rang inom systematisk botanik som tillämpas för lokala populationer av en art eller underart. Förkortas "var.", efter latinets varietas. Rangen är lägre än art och underart, men högre än form.
Dessa populationer är morfologiskt och/eller ekologiskt distinkta och särskiljs i regel gentemot artens normalutseende. Avgränsningen mot den högre rangen underart är dock ej alltid skarp och skillnaden diffus. Av tradition har begreppet varietet varit vanligare bland amerikanska botanister, medan europeiska dito har föredragit begreppet underart.
Förkortningen nvar. eller nothovar. (nothovarietas) anger att varieteten är av hybridursprung.
Varietet skall i text stå efter artepitet, eller där det förekommer, efter underartsepitet.
Exempel
- Ipomoea purpurea var. diversifolia (Lindley) O'Donnell
- Lathyrus japonicus ssp. maritimus var. pubescens (Hartm.) T. Karlsson